# Serie A 2021/22
De Serie A 2021/22 was het 120ste voetbalkampioenschap in Italië en het 90e seizoen van de Serie A, de hoogste voetbaldivisie in Italië. Het seizoen liep van 21 augustus 2022 tot en met 22 mei 2023. AC Milan kroonde zich tot kampioen na 38 gespeelde wedstrijden. Dit was de 19e titel in de geschiedenis van de club.

## Eindstanden
| Pos | Club        | Gs | W  | G  | V  | Pnt | Dv | Dt | Ds  |
| --- | ----------- | -- | -- | -- | -- | --- | -- | -- | --- |
| 1.  | AC Milan    | 38 | 26 | 8  | 4  | 86  | 69 | 31 | +38 |
| 2.  | Inter       | 38 | 25 | 9  | 4  | 84  | 84 | 32 | +52 |
| 3.  | Napoli      | 38 | 24 | 7  | 7  | 79  | 74 | 31 | +43 |
| 4.  | Juventus    | 38 | 20 | 10 | 8  | 70  | 57 | 37 | +20 |
| 5.  | Lazio       | 38 | 18 | 10 | 10 | 64  | 77 | 58 | +19 |
| 6.  | Roma        | 38 | 18 | 9  | 11 | 63  | 59 | 43 | +16 |
| 7.  | Fiorentina  | 38 | 19 | 5  | 14 | 62  | 59 | 51 | +8  |
| 8.  | Atalanta    | 38 | 16 | 11 | 11 | 59  | 65 | 48 | +17 |
| 9.  | Verona      | 38 | 14 | 11 | 13 | 53  | 65 | 59 | +6  |
| 10. | Torino      | 38 | 13 | 11 | 14 | 50  | 46 | 41 | +5  |
| 11. | Sassuolo    | 38 | 13 | 11 | 14 | 50  | 64 | 66 | -2  |
| 12. | Udinese     | 38 | 11 | 14 | 13 | 47  | 61 | 58 | +3  |
| 13. | Bologna     | 38 | 12 | 10 | 16 | 46  | 44 | 55 | -11 |
| 14. | Empoli      | 38 | 10 | 11 | 17 | 41  | 50 | 70 | -20 |
| 15. | Sampdoria   | 38 | 10 | 6  | 22 | 36  | 46 | 63 | -17 |
| 16. | Spezia      | 38 | 10 | 6  | 22 | 36  | 41 | 71 | -30 |
| 17. | Salernitana | 38 | 7  | 10 | 21 | 31  | 33 | 78 | -45 |
| 18. | Cagliari    | 38 | 6  | 12 | 20 | 30  | 34 | 68 | -34 |
| 19. | Genoa       | 38 | 4  | 16 | 18 | 28  | 27 | 60 | -33 |
| 20. | Venezia     | 38 | 6  | 9  | 23 | 27  | 34 | 69 | -35 |

| Kleur | Kwalificatie voor                                        |
| ----- | -------------------------------------------------------- |
|       | Kampioen van Italië: Groepsfase Champions League 2022/23 |
|       | Groepsfase Champions League 2022/23                      |
|       | Groepsfase Europa League 2022/23                         |
|       | Play-offronde Conference League 2022/23                  |
|       | Degradatie naar Serie B                                  |

## Statistieken

### Meeste doelpunten
| Plaats | Speler           | Club     | Doelpunten |
| ------ | ---------------- | -------- | ---------- |
| 1.     | Ciro Immobile    | Lazio    | 27         |
| 2.     | Dušan Vlahović   | Juventus | 24         |
| 3.     | Lautaro Martínez | Inter    | 21         |
| 4.     | Giovanni Simeone | Verona   | 17         |
| 5.     | Tammy Abraham    | Roma     | 17         |

### Meeste assists
| Plaats | Speler           | Club     | Assists |
| ------ | ---------------- | -------- | ------- |
| 1.     | Domenico Berardi | Sassuolo | 13      |
| 2.     | Hakan Calhanoglu | Inter    | 12      |
| 3.     | Nicolò Barella   | Inter    | 11      |
| 4.     | Rafael Leão      | AC Milan | 10      |
| 5.     | Luis Alberto     | Lazio    | 10      |

Atalanta · 
Bologna · 
Cagliari · 
Como · 
Empoli · 
Fiorentina · 
Genoa · 
Hellas Verona · 
Internazionale · 
Juventus · 
Lazio · 
Lecce · 
Milan · 
Monza · 
Napoli · 
Parma · 
Roma · 
Torino · 
Udinese · 
Venezia
Scudetto:
1898 ·
1899 ·
1900 ·
1901 ·
1902 ·
1903 ·
1904 ·
1905 ·
1906 ·
1907 ·
1908 ·
1909 ·
1909/10 ·
1910/11 ·
1911/12 ·
1912/13 ·
1913/14 ·
1914/15 ·
1915/16 · 1916/17 · 1917/18 · 1918/19 · 
1919/20 ·
1920/21 ·
1921/22 ·
1922/23 ·
1923/24 ·
1924/25 ·
1925/26 ·
1926/27 ·
1927/28 ·
1928/29

Serie A:
1929/30 ·
1930/31 ·
1931/32 ·
1932/33 ·
1933/34 ·
1934/35 ·
1935/36 ·
1936/37 ·
1937/38 ·
1938/39 ·
1939/40 ·
1940/41 ·
1941/42 ·
1942/43 ·
1944/45 ·
1945/46 ·
1946/47 ·
1947/48 ·
1948/49 ·
1949/50 ·
1950/51 ·
1951/52 ·
1952/53 ·
1953/54 ·
1954/55 ·
1955/56 ·
1956/57 ·
1957/58 ·
1958/59 ·
1959/60 ·
1960/61 ·
1961/62 ·
1962/63 ·
1963/64 ·
1964/65 ·
1965/66 ·
1966/67 ·
1967/68 ·
1968/69 ·
1969/70 ·
1970/71 ·
1971/72 ·
1972/73 ·
1973/74 ·
1974/75 ·
1975/76 ·
1976/77 ·
1977/78 ·
1978/79 ·
1979/80 ·
1980/81 ·
1981/82 ·
1982/83 ·
1983/84 ·
1984/85 ·
1985/86 ·
1986/87 ·
1987/88 ·
1988/89 ·
1989/90 ·
1990/91 ·
1991/92 ·
1992/93 ·
1993/94 ·
1994/95 ·
1995/96 ·
1996/97 ·
1997/98 ·
1998/99 ·
1999/00 ·
2000/01 ·
2001/02 ·
2002/03 ·
2003/04 ·
2004/05 ·
2005/06 ·
2006/07 ·
2007/08 ·
2008/09 ·
2009/10 ·
2010/11 ·
2011/12 ·
2012/13 ·
2013/14 ·
2014/15 ·
2015/16 ·
2016/17 .
2017/18 ·
2018/19 ·
2019/20 ·
2020/21 ·
2021/22 ·
2022/23 ·
2023/24 .
2024/25
Nationale competities:
Albanië · Andorra · Armenië · België · Bosnië en Herzegovina · Bulgarije · Cyprus · Denemarken · Duitsland · Engeland · Estland ('21 '22) · Faeröer ('21 '22) · Finland ('21 '22) · Frankrijk · Gibraltar · Griekenland · Hongarije · IJsland ('21 '22) · Ierland ('21 '22) · Israël · Italië · Kazachstan ('21 '22) · Kroatië · Letland ('21 '22) · Litouwen ('21 '22) · Luxemburg · Malta · Moldavië ('21 '22) · Montenegro · Nederland · Noord-Ierland · Noord-Macedonië · Noorwegen ('21 '22) · Oekraïne · Oostenrijk · Polen · Portugal · Roemenië · Rusland · San Marino · Schotland · Servië · Slovenië · Slowakije · Spanje · Tsjechië · Turkije · Wales · Zweden ('21 '22) · Zwitserland
Europese competities: Super Cup 2021 · Champions League · Europa League · Conference League